# Марвин Маут Макфаден
Марвин „Маут“ Макфаден је измишљени лик из америчке телевизијске серије „Три Хил“, кога игра амерички глумац Ли Норис.
Он је један од Лукасових најбољих пријатеља, још од детињства. У средшој школи показивао је велико интересовљње за спортско новинарство, па је коментарисао утакмице средњошколске кошаркашке екипе „Гаврани“. Тренутно живи са Скилсом, Фергијем и Џунком и покушава да нађе сталан посао као спортски коментатор. У шестој сезони серије се сели у Омаху, јер добија пословну понуду „као из снова“, али убрзо схвата да мора да се врати у Три Хил, јер га за Три Хил вежу многе лепе успомене. Од пете сезоне серије он је у љубавној вези са Милисент.